# Saison 9 de Ninjago
 (octobre 2018).
Si vous disposez d'ouvrages ou d'articles de référence ou si vous connaissez des sites web de qualité traitant du thème abordé ici, merci de compléter l'article en donnant les références utiles à sa vérifiabilité et en les liant à la section « Notes et références ».
Chronologie
Saison 8 Saison 10
Cet article présente le guide des épisodes de la neuvième saison de la série télévisée d'animation américaine Ninjago. Elle se nomme Traqués, Hunted en anglais. En France elle est diffusée du 29 octobre 2018 au 2 novembre 2018 sur France 4

## Épisodes

### Épisode 1:La mère de tous les Dragons
- États-Unis : 11 août 2018 sur Cartoon Network
- France : 29 octobre 2018 sur France 4

### Épisode 2:Le Fer & La Pierre
- États-Unis : 11 août 2018 sur Cartoon Network
- France : 30 octobre 2018 sur France 4

### Épisode 3:Les Ondes Libres de Ninjago
- États-Unis : 11 août 2018 sur Cartoon Network
- France : 30 octobre 2018 sur France 4

### Épisode 4:Comment Construire un Dragon
- États-Unis : 11 août 2018 sur Cartoon Network
- France : 31 octobre 2018 sur France 4

### Épisode 5:Le Chemin Doré
- États-Unis : 18 août 2018 sur Cartoon Network
- France : 31 octobre 2018 sur France 4

### Épisode 6:Deux Mensonges, Une Vérité
- États-Unis : 18 août 2018 sur Cartoon Network
- France : 1er novembre 2018 sur France 4

### Épisode 7:Le Maillon Faible
- États-Unis : 18 août 2018 sur Cartoon Network
- France : 1er novembre 2018 sur France 4

### Épisode 8:Sauver Confiance
- États-Unis : 25 août 2018 sur Cartoon Network
- France : 2 novembre 2018 sur France 4

### Épisode 9:Des Leçons pour un Maitre
- États-Unis : 25 août 2018 sur Cartoon Network
- France : 2 novembre 2018 sur France 4

### Épisode 10:Le Destin du Ninja Vert
- États-Unis : 25 août 2018 sur Cartoon Network
- France : 2 novembre 2018 sur France 4